# Аналіз соціальних мереж

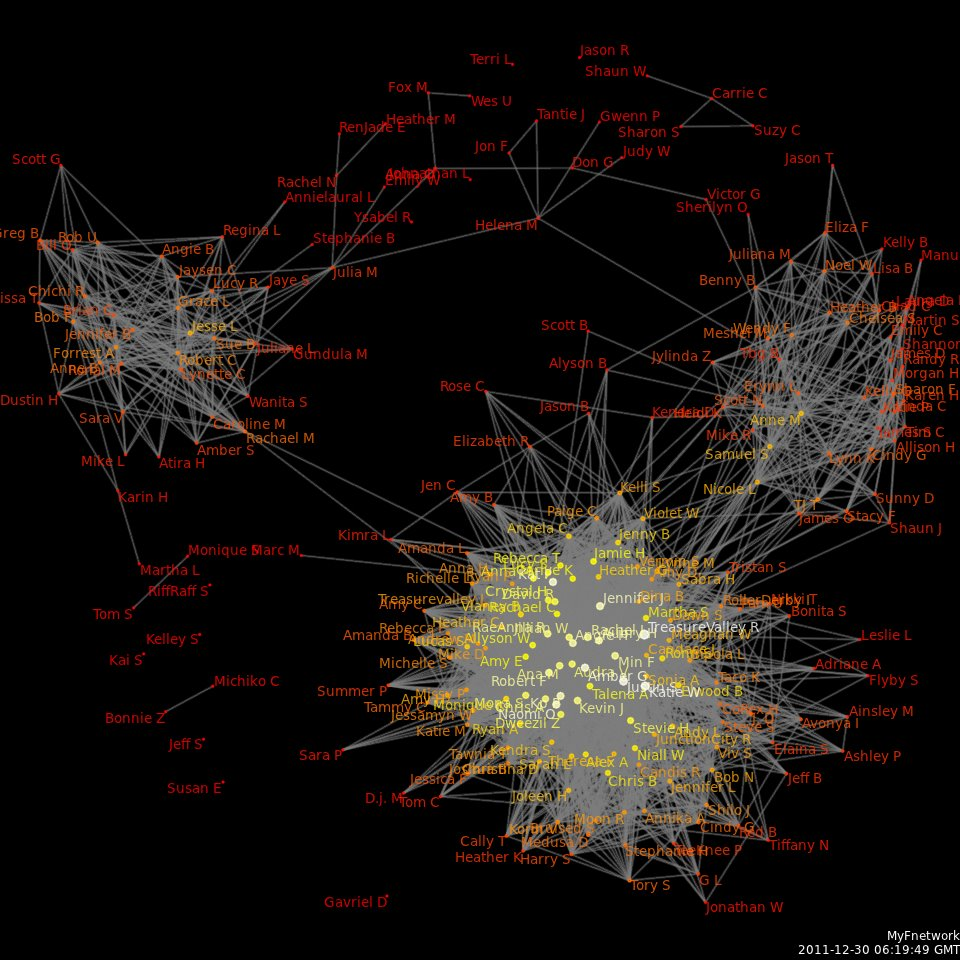
Схема соціальної мережі, що відображає дружні відносини між набором користувачів Фейсбуку.

Аналіз соціальних мереж (англ. Social network analysis) — дослідження соціальних мереж, що розглядає соціальні стосунки в термінах теорії мереж[⇨]. До цих термінів належать поняття вузла (зображує окремого учасника в межах мережі) та зв'язку (зображує такі відношення між індивідами, як дружба, спорідненість, положення в організації, інтимні стосунки тощо). Ці мережі часто описують у вигляді соціальних мережевих діаграм, де вузли подано у вигляді точок, а зв'язки — у вигляді ліній[⇨].

## Огляд
Аналіз соціальних мереж виник як ключова техніка сучасної соціології. Він набув значного поширення в антропології, біології, комунікативних дослідженнях, економіці, географії, історії, інформатиці, організаційні дослідження, політології, соціальній психології, дослідженні розвитку і соціолінгвістиці, і зараз є загальнодоступним засобом.
Аналіз соціальних мереж має теоретичні джерела в ранніх роботах соціологів, таких як Георг Зіммель і Еміль Дюркгайм. Ці вчені писали про важливість вивчення шаблонів стосунків між учасниками соціальної взаємодії. Соціологи поняття «соціальна мережа» для позначення складних наборів стосунків між членами соціальних систем на всіх рівнях, від міжособистісних до міжнародних, використовують від початку XX століття. Від 1954 року Дж. А. Барнз почав систематично використовувати цей термін для позначення моделей зв'язків, що охоплюють як повсякденні поняття, так і поняття соціології: пов'язані групи (наприклад, племена, родини) і соціальні категорії (наприклад, стать, етнічна приналежність). Такі вчені як Рональд Берт, Кейтлін Карлей, Марк Грановеттер, Девід Кракгардт, Едвард Лауманн, Анатолій Рапопорт, Баррі Веллман, Дуглас Р. Вайт і Гаррісон Вайт розширили використання систематичного аналізу соціальних мереж. Навіть під час вивчення літератури мережевий аналіз застосовували Ангаєр, Герхардс і Ромо, Воутер Де Нуй, Берджерт Сенекал. Аналіз соціальних мереж знайшов застосування як у різних академічних дисциплінах, так і на практиці, в таких галузях, як відмивання грошей і тероризм.

## Метрики

Колір (від червоного=0 до синього=max) показує для кожного вузла центральність за посередництвом — міру центральності вузла в мережі, рівну кількості найкоротших шляхів від кожної вершини до інших вершин, що проходять через даний вузол. Центральність за посередництвом відбиває навантаження і значущість вузла в мережі: сині вузли несуть глобальніше навантаження, тоді як червоні мають тільки локальну значущість.

### Зв'язки
Гомофілія (англ. Homophily}}) — ступінь, з яким схожі учасники формують зв'язки між собою в порівнянні з несхожими. Схожість може бути визначена за ознакою статі, раси, віку, роду занять, досягнень у галузі навчання, статусу, цінностей або за іншими характеристиками. Поняття гомофілії пов'язане з асортативністю.
Множинність (англ. Multiplexity) — кількість форм, що містяться у зв'язку. Наприклад, дві особи, які є друзями і працюють разом будуть мати множинність, рівну 2. Множинність пов'язана з міцністю відносин.
Обопільність/Взаємність (англ. Mutuality/Reciprocity) — ступінь, з яким двоє учасників відповідають один одному взаємністю у сфері дружніх чи інших взаємодій.
Закритість мережі (англ. Network Closure) — міра повноти реляційних тріад. Присвоєння індивідам ступеня закритості мережі (тобто той факт, що їхні друзі також є друзями між собою) називається транзитивністю. Транзитивність є наслідком індивідуальної або ситуаційної особливості, що полягає в потребі когнітивної закритості.
Сусідство (Propinquityангл. Network Closure) — схильність учасників мати більше зв'язків з тими, хто географічно ближчий.

### Розподіл
Міст (англ. Bridge) — індивід, чиї слабкі зв'язки заповнюють структурні прогалини, забезпечуючи єдине з'єднання між двома індивідами або кластерами. Він так само включає найкоротший шлях, коли довший шлях неможливий через високий ризик спотворення повідомлення або неможливість доставки.
Центральність — належить до групи показників, метою яких є визначення «значущості» або «впливу» (в різних значеннях) певного вузла (або групи) в мережі. Прикладами загальних методів вимірювання «центральності» є визначення центральності за посередництвом, центральності за близькістю, центральності за впливовістю, альфа-центральності і центральності за степенем.
Щільність — відношення кількості прямих зв'язків у мережі до загальної можливої кількості зв'язків.
Відстань (англ. Distance): найменша кількість зв'язків, необхідна для з'єднання двох певних учасників, показана Стенлі Мілґремом у його експерименті і в теорії шести рукостискань.
Структурні прогалини (англ. Structural holes) — відсутність зв'язків між двома частинами мережі. Пошук і використання структурної прогалини може дати підприємцю конкурентну перевагу. Цю концепцію розробив соціолог Рональд Берт. Іноді її відносять до альтернативних концепцій соціального капіталу.
Сила зв'язку (англ. Tie Strength)ді — визначається лінійною комбінацією часу, емоційної інтенсивності, близькості і взаємності (тобто принципі обопільності). Сильні зв'язки визначаються гомофілією, спорідненням і транзитивністю, то як слабкі — мостами.

### Сегментація
Група визначається як «кліка», якщо кожен індивід в ній безпосередньо пов'язаний з іншим індивідом. Група визначається як «коло спілкування», якщо в ній менше вимог до прямого контакту, який може бути не визначений. Група визначається як структурно згуртовані блоки, якщо необхідна точність.
Коефіцієнт кластеризації: міра ймовірності, з якою два партнери одного вузла є приятелями. Високий коефіцієнт кластеризації відповідає значній «кліковості».
Згуртованість — ступінь, з яким учасники безпосередньо пов'язані один з одним за допомогою соціальних зв'язків. Структурна згуртованість означає мінімальну кількість учасників, видалення яких з групи розвалить її.

## Моделювання і візуалізація мереж
Візуальне подання соціальних мереж важливе для розуміння даних мережі і передавання результатів аналізу. У більшості випадків аналітичне програмне забезпечення має модулі для візуалізації мережі. Дослідження даних проводиться відображенням вузлів і зв'язків у різних шарах, а також призначення вузлам кольорів, розмірів та інших додаткових властивостей. Візуальне подання мереж може виступати потужним методом передавання складної інформації, але слід обережно інтерпретувати вузли і властивості графу, ґрунтуючись виключно на відображенні, оскільки структурні особливості, які найкращим чином охоплює кількісний аналіз, можуть спотворитись.
Зважені графи можуть використовуватися для ілюстрації хороших і поганих відносин між людьми. Дуги додатної ваги між двома вузлами вказують на позитивні взаємини (дружба, родинні зв'язки, відносини), а дуги від'ємної ваги між двома вузлами вказують на негативні взаємини (ненависть, гнів). Розмічені графи соціальних мереж можна використати для передбачення розвитку графу в майбутньому. У розмічених соціальних мережах існують поняття «збалансованих» і «незбалансованих» циклів. Під збалансованим циклом мають на увазі такий цикл, у якому результат всіх міток додатний. Збалансовані графи подають групу людей, членам якої не хотілося б змінювати свою думку про інших членів групи. Незбалансовані графи подають групу людей, члени якої легко змінюють свою думку про інших членів групи. Наприклад, група з трьох осіб (A, B і C), де A і B мають позитивні взаємини, а C і A негативні, є незбалансованим циклом. Цю групу легко перетворити на збалансований цикл, такий що B буде мати позитивні взаємини з A, і обидва A і B будуть мати негативні взаємини з C. Завдяки використанню збалансованих і незбалансованих циклів розміченого графу соціальної мережі можна передбачити її розвиток[джерело?].
Особливо коли мова йде про використання аналізу соціальної мережі як інструменту сприяння змінам, визнано корисними різні підходи для відображення мережі. Наприклад, учасники/інтерв'юери надають мережеву інформацію, відображаючи мережу (за допомогою ручки й паперу або цифрових засобів) у процесі збирання даних. Одна з переваг цього підходу та, що він дозволяє дослідникам у ході збирання мережевої інформації збирати якісні дані й ставити уточнювальні питання.

## Практичне застосування
Аналіз соціальних мереж широко використовується в ряді застосунків і дисциплін. Деякі поширені програми мережевого аналізу охоплюють збір і накопичення даних, моделювання поширення мережі, моделювання мережі і вибірок, аналіз характерних ознак і поведінки користувача, ресурсної підтримки, забезпечуваної спільнотою, аналіз взаємодії на основі місця розташування, соціальний обмін і відбір, розвиток систем рекомендацій, а також прогнозування зв'язків і аналіз об'єктів. У приватному секторі фірми використовують аналіз соціальних мереж для підтримання такої діяльності, як взаємодія та аналіз клієнтів, маркетинг і бізнес-аналітика. Використання аналізу соціальних мереж державним сектором включає розвиток стратегій участі керівництва, аналіз індивідуальної та групової участі, використання засобів масової інформації і засноване на спільнотах вирішення проблем.
Аналіз соціальних мереж так само використовується у розвідувальних, контррозвідувальних та правоохоронних заходах. Ця техніка дозволяє аналітикам відобразити на карті нелегальну або приховану організацію, таку як шпигунське коло, організовану злочинну групу або вуличну банду. Агентство національної безпеки (NSA) використовує програми таємних масових систем електронного спостереження для генерування даних, необхідних для подання цього типу аналізу в терористичних осередках і інших мережах, що стосуються національної безпеки. У процесі мережевого аналізу Агентство національної безпеки здійснює пошук у глибину на три вузли. Після того, як завершилося початкове відображення соціальної мережі, виконується аналіз для визначення структури мережі і, наприклад, лідера мережі. Це дозволяє військовим або правоохоронним органам завдати нищівних ударів для захоплення або знищення найзначущіших цілей, які займають лідерські позиції, що призводить до порушення функціювання мережі.
Невдовзі після терористичного акту 11 вересня Агентство національної безпеки розпочало використання аналізу соціальних мереж під час детальної реєстрації викликів, які являють собою метадані.